# Huanghai N2
Huanghai N2 — среднеразмерный пикап, выпускающийся подразделением Huanghai Auto (黄海) компании SG Automotive (曙光汽车) с 2015 года.

## Описание
Пикап Huanghai N2 дебютировал в 2015 году на китайском рынке. Автомобиль оснащён следующими двигателями:
- 2,4-литровый четырёхцилиндровый бензиновый двигатель;
- 2,4-литровый четырёхцилиндровый бензиновый турбодвигатель;
- 2,5-литровый четырёхцилиндровый турбодизельный двигатель;
- 2,8-литровый четырёхцилиндровый турбодизельный двигатель.

Двигатели сочетаются в паре с пятиступенчатой механической, шестиступенчатой механической, либо же с пятиступенчатой автоматической трансмиссией. Цены варьируются от 92800 до 187800 юаней.